# Clamor Neuburg
Clamor Neuburg, auch Klamor Neuburg (geboren am 26. Juni 1851 in Goslar; gestorben 6. Juni 1927 In Bremen) war ein deutscher Statistiker und Staatswissenschaftler.

## Leben
Neuburg war ein Sohn des Friedrich Neuburg Stadtsyndikus von Goslar und dessen Frau Dorothea (geborene von Naefe). Er besuchte zunächst von 1858 bis 1864 das Goslarer Progymnasium und danach bis 1866 ein Gymnasium in Lüneburg und schließlich bis 1871 das Lyceum in Hannover, das er mit einem Maturitätszeugnis (Reifeprüfung, Abitur) abschloss. Im Anschluss schrieb er sich zu Ostern 1871 für ein Studium der Rechtswissenschaften an der Universität Marburg und zum Sommersemester an der Universität Heidelberg ein. Von Michaelis 1872 bis zur Mitte des Sommersemesters 1875 studierte er Staatswissenschaften in Straßburg, wo er auch Mitglied des staatswissenschaftlichen Seminars der Universität Straßburg war. Im Juli 1875 erlangte er in Tübingen die Doktorwürden. Neuburg setzte sein Studium an der Universität Berlin fort und besuchte ein Seminar des Königlich Preußischen Statistischen Büros. Die Zeit von April bis Mitte Dezember 1876 verbrachte er als Volontär am Statistischen Büro der Stadt Dresden. Neuburg schloss sein Studium 1878 mit einer Habilitation in Nationalökonomie an der Universität Jena ab und arbeitete dort seit dem 3. Mai 1878 als Privatdozent für Staatswissenschaften.
Es folgte am 1. September 1881 eine Ernennung zum Sekretär der Handels- und Gewerbekammer für Oberbayern in München und er war seit dem 9. März 1882 an der Universität München Privatdozent für Nationalökonomie und Finanzwissenschaft. Am 20. April 1894 wurde er durch Prinz Luitpold von Bayern zum außerordentlichen Professor der philosophischen Fakultät der Universität Erlangen ernannt, wo er die Fächer Staatswissenschaften und Statistik unterrichtete. Zuvor war er als Privatdozent tätig. Er wurde am 1. April 1923 emeritiert.
Neuburg war zudem als Mitarbeiter des 1901 bis 1902 in zwei Bänden von Maximilian Krauss und Ludwig Holthof herausgegebenen Zeitlexikons. Die Deutsche Literaturzeitung vermeldete 1926, dass Neuburg am 26. Juni 1926 seinen 75. Geburtstag begangen habe.
Seit dem 20. Juli 1876 war er mit Franziska (geborene Hölscher) verheiratet, mit der er mehrere Kinder hatte.

## Werke (Auswahl)
- Das französische Lehrlingsgesetz von 1851 und die Debatten bei seiner Berathung. In: Schriften des Vereins für Socialpolitik. Band 10: Die Reform des Lehrlingswesens. Duncker und Humblot, Leipzig 1875, ISSN 0505-2777, S. 175–203 (Textarchiv – Internet Archive).
- Über die Ausdehnung der Zunftgerichtsbarkeit in der Zeit von 13.–16. Jahrhundert. E. Frommann, Jena 1878, urn:nbn:de:bvb:824-dtl-0000090545 (Doktorarbeit).
- Zunftgerichtsbarkeit und Zunftverfassung in der Zeit vom 13. bis 16. Jahrhundert. Ein Beitrag zur ökonomischen Geschichte des Mittelalters. Gustav Fischer, Jena 1880.
- Goslars Bergbau bis 1552 – ein Beitrag zur Wirthschafts- und Verfassungsgeschichte des Mittelalters. Hahn’sche Buchhandlung, Hannover 1892, urn:nbn:de:gbv:8:2-6456601.
- Die Handwerkerfrage in Deutschland. In: Das Handelsmuseum wirtschaftspolitische Zeitschrift. Band 10, Nr. 11, 23–26, 38–39, Österreichisches Handelsmuseum, Wien 1895 (Textarchiv – Internet Archive).
- Der Zusammenhang zwischen römischem und deutschem Bergbau. In: Georg Adler, Otto Arendt, Ladislaus von Bortkiewicz, Alfred Manes, Gustav Mayer, Clamor Neuburg, Wilhelm Stieda, Moritz Kandt (Hrsg.): Festgaben für Wilhelm Lexis zur siebzigsten Wiederkehr seines Geburtstages dargebracht … Gustav Fischer, Jena 1907, S. 269–300 (Textarchiv – Internet Archive).